# Famille Lee
Cette page explique l’histoire ou répertorie les différents membres de la famille Lee.

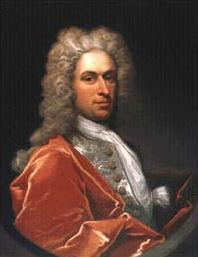
Colonel Thomas Lee (1690–1750), colon de la Virginie et cofondateur de l’Ohio Company.

La famille Lee des États-Unis d’Amérique est une famille politique importante d’un point de vue historique, originaire de Virginie, dont de nombreux membres éminents sont connus pour leur réussite dans la politique ou encore dans le domaine militaire. La théorie longuement défendue durant plus de deux-cents ans est qu’ils descendraient des « Lee » du comté de Shropshire en Angleterre. Bien que certains spécialistes et érudits du XXe siècle semblent discréditer cette affirmation, les recherches exhaustives du généalogiste Alan Nicholls soutiennent le lien avec les « Lee » du Shropshire.
La famille devint prééminente dans l’Amérique du Nord britannique quand le Colonel Richard Lee I (dit « L’immigré ») émigra en Virginie en 1639 et construisit par la suite sa fortune grâce au commerce du tabac.

## Époque de la guerre de Sécession

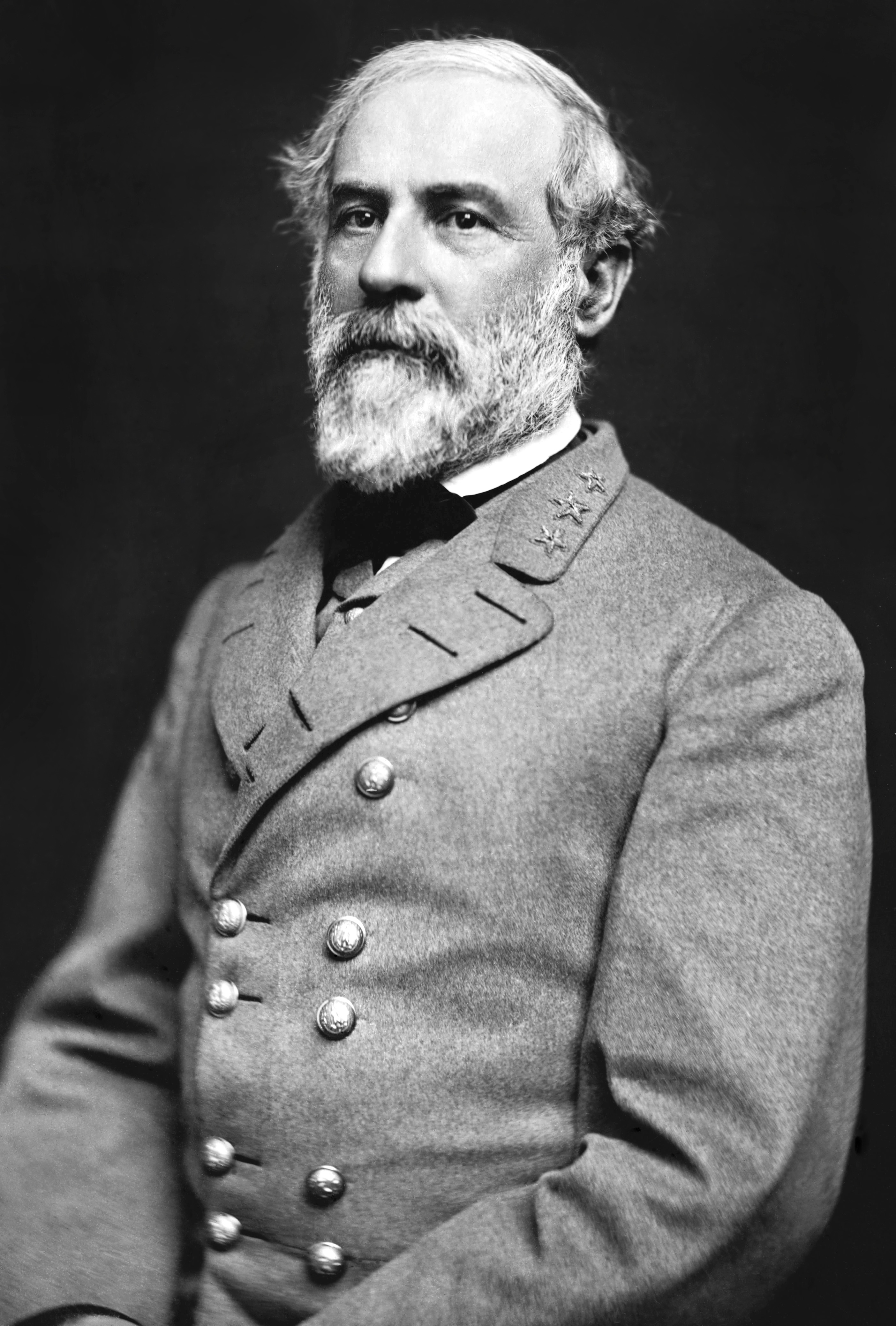
Robert E. Lee, 1863
Portrait par Julian Vannerson

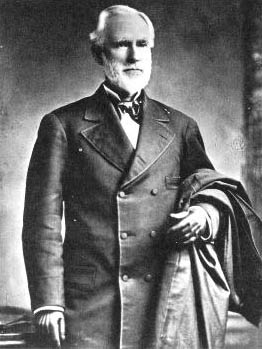
Richard Lucian Page

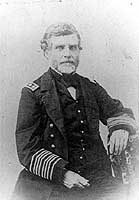
Contre amiral de USN Samuel Phillips Lee

Robert E. Lee (1807–1870), fils d'Henry Lee III, est probablement le plus célèbre membre de la famille Lee. Il sert en tant que général confédéré lors de la guerre de Sécession, et est président de la Washington and Lee University, nommée en son honneur et celui de George Washington. La Washington and Lee University abrite la chapelle Lee, site d'inhumation de plusieurs membres de la famille Lee, ainsi que les archives numériques de la famille Lee (en).
Robert E. Lee est marié à Mary Anna Randolph Custis, qui est l'arrière-petite-fille de Martha Washington ainsi que la cousine au troisième degré de Lee une fois retirée par Richard Lee II, cousine au quatrième degré par William Randolph, et cousine au troisième degré par Robert Carter I.
Parmi les sept enfants de R. E. Lee, on compte George Washington Custis Lee et William H. Fitzhugh Lee. Parmi les autres proches de Lee qui ont été officiers généraux pendant la guerre de Sécession, on retrouve Fitzhugh Lee (armée confédérée), Samuel Phillips Lee (marine des États-Unis), Richard Lucian Page (armée et marine confédérés), Edwin Gray Lee (armée confédérée), Richard L. T. Beale (armée confédérée), Maurice Thompson (armée confédérée), et Will H Thompson (armée confédérée). Les parents indirects de R. E. Lee qui ont été officiers généraux de l'armée confédérée sont William N. Pendleton et le diplômé de l'institut militaire de Virginie William H. F. Payne. Deux autres généraux de la guerre de Sécession sont reliés à Lee : George B. Crittenden (CS) et Thomas Leonidas Crittenden (US) dont la mère Sarah O. Lee est l'arrière-arrière-petite fille de Richard Lee I « le fondateur ». Un fils de Thomas Crittenden, John Jordan Crittenden III, est tué à la bataille de Little Bighorn en 1876. L'amiral des États-Unis Willis A. Lee du Kentucky est un parent lointain.